# Stazione di Catanzaro Sala (FC)
La stazione di Catanzaro, nota comunemente come Catanzaro Sala, è una stazione ferroviaria situata nell'omonimo quartiere del capoluogo calabrese.

## Storia
La stazione di Catanzaro nacque nel 1933 sulla prosecuzione della linea silana Cosenza-Soveria Mannelli-Catanzaro (tratto urbano) fino a Catanzaro Lido.
Per consentire il completamento dei lavori volti alla realizzazione della rete di metropolitana di superficie, articolata su 3 linee, dal 19 aprile 2022 la circolazione ferroviaria è sospesa anche sulla tratta Catanzaro Città e Catanzaro Lido. Il servizio è garantito con autobus sostitutivi.

## Movimento
La stazione è servita dai treni che partono da Catanzaro Città circa ogni mezz'ora per Catanzaro Lido (25 minuti circa di percorrenza) nell'ambito del servizio ferroviario suburbano di Catanzaro. Con tali corse è possibile raggiungere i quartieri di Sala, Santa Maria, Corvo, Fortuna e Marina.
In direzione Cosenza, invece, i servizi si attestano a Gimigliano, Soveria Mannelli e Cosenza, con la differenza che su questa linea non vige un cadenzamento ben definito.

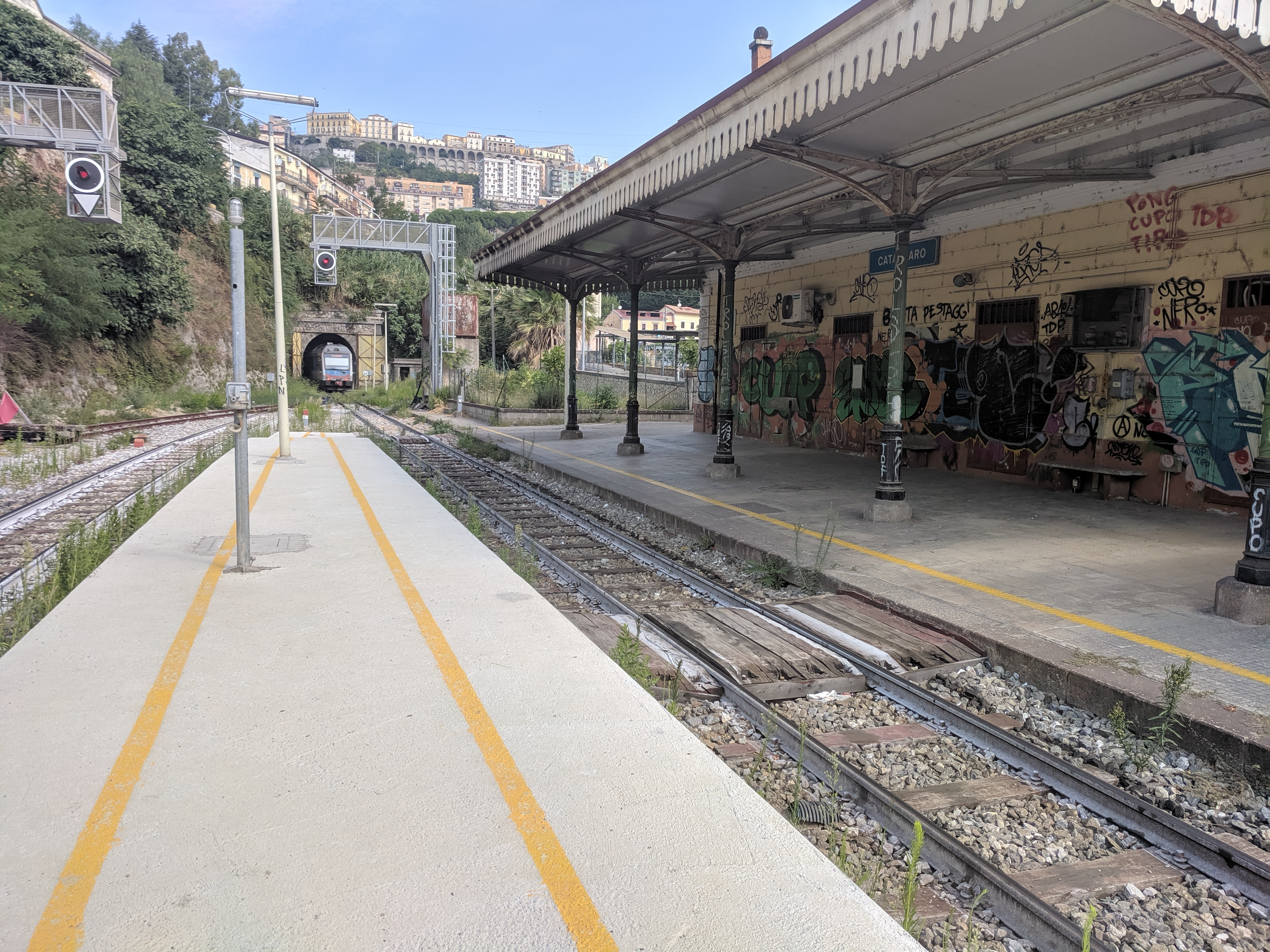
Vista binari